# Renault Type AJ
Der Renault Type AJ war ein frühes Personenkraftwagenmodell von Renault. Er wurde auch 8 CV genannt.

## Beschreibung
Renault hatte 1905 die beiden ähnlichen Modelle Renault Type Y und Renault Type Z herausgebracht. Sie unterschieden sich bei gleichem Hubraum durch die Motorleistung. Lediglich der Type Y (b) mit langem Radstand wurde noch 1906 angeboten. Auf diesem Modell basierte der von 1906 bis 1909 angebotene Type AJ. Allerdings war der Motor gedrosselt. Es handelte sich um ein Nutzfahrzeug.
Ein wassergekühlter Zweizylindermotor mit 100 mm Bohrung und 120 mm Hub leistete aus 1885 cm³ Hubraum 8 PS. Die Motorleistung wurde über eine Kardanwelle an die Hinterachse geleitet.
Der Radstand ist nicht überliefert, aber der des Type Y (b) betrug 262 cm. Pick-up und Kastenwagen sind überliefert.